# Весьєгонськ
Весьєго́нськ або Весьйо́гонськ — місто (з 1776) на північному заході Росії, адміністративний центр Весьєгонського району Тверської області. Найпівнічніше місто Тверської області, розташоване на березі Моложської затоки Рибінського водосховища, за 253 км від Твері. Відстань від Москви — 420 км автошляхами.

## Етимологія
Назва міста спочатку звучала як Весь (село) Йогонська.

## Історія міста

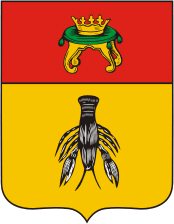
Герб 1780

Вперше згадується як село Весь-Йогонська в 1564.
У XVI—XIX століттях Весь-Йогонська — важливий торговий центр. За свідченням зарубіжних джерел того часу, тут вели торгівлю купці з Німеччини, Італії, Греції, Персії. Тут продавалися й купувалися сіль, віск, хміль, мед, риба, сукно та хутро. З 1776 — заштатне місто в Тверському намісництві, а з 1796 — в Тверській губернії (як заштатне, а з 1803 року — повітове місто). У 1780 місто отримало герб: зображення чорного рака на золотому полі.
Весьєгонськ згаданий Н. В. Гоголем у «Мертвих душах» як приклад крайнього глушини.
Значення Весьєгонська різко впало з припиненням регулярного судноплавства по Тихвінській водній системі в другій половині XIX століття. У 1890 році в місті налічувалося всього 2813 особи.
На початку 1920-х років робилися спроби пожвавлення Тихвінської водної системи, в 1926 до Весьєгонська була підведена залізнична гілка, яку передбачалося продовжити до лінії Череповець — Бабаєво, проте незабаром роботи були припинені. На початку 1940-х років місто майже повністю було затоплено у зв'язку із заповненням Рибінського водосховища та відбудоване на новому місці.

## Промисловість
- ВАТ «Весьєгонський ліспромгосп» — заготівля ділової деревини, випуск пиломатеріалів. (закритий)
- ВАТ «Весьєгонський винзавод» — виробництво вина на основі імпортних винматеріалів та місцевої журавлини.
- Державне підприємство «Лісгосп».
- ТОВ «Лагуна» — заготівля ділової деревини та випуск пиломатеріалів.

## Пам'ятки
До теперішнього часу в Весьєгонську збереглися церкви: Казанська (1811 р.), Троїцька (1868 р.), Іоанна Предтечі (дерев'яна, 1903 р.). Є краєзнавчий музей, музей «Рака», музей ремесел. У 2007 встановлений поклонний хрест пам'яті затоплених святинь.

## Транспорт
Весьєгонськ — портове місто на Рибінському водосховищі.
Кінцевий пункт на гілці від залізничної лінії Санкт-Петербург — Мга — Кіріші — Неболчі — Сонково — Калязін — Савелове (Кімри) — Москва (Москва Савел.) (залізнична лінія Овініще — Весьєгонськ). На сьогоднішній день по залізничній гілці ходить лише приміський поїзд Сонково — Весьєгонськ.
Автобусне сполучення є до Твері (щодня), Москви (щодня), Санкт-Петербурга та Устюжного.
Річковий транспорт: є два робочих теплоходи («Бриз» та КС-100), які здійснюють перевезення по річці. Регулярного сполучення по річці немає.

## Відомі уродженці
- Дементьєв Петро Олексійович (1849–1919) — засновник міста Сент-Пітерсбурга, штат Флорида США, російський дворянин, голова земської управи та предводитель дворянства Весьєгонського повіту Тверської губернії (1873—1878).
- Мєшков Микола Васильович (1851–1933) — купець, меценат та громадський діяч.
- Купцов Борис Федорович (1923–2004) — письменник-публіцист, краєзнавець.
- Савін Гурій Миколайович (1907–1975) — відомий учений-механік